# Золота Балка (археологічна пам'ятка)
Золота Балка — археологічна пам'ятка, городище і могильник.

## Розташування
Городище розташоване біля села Золота Балка Нововоронцовського району Херсонської області на правому березі Каховського водосховища на Дніпрі. Безкурганний могильник розташований на північний захід від городища, на березі Дніпра.

## Датування
Городище датується 2 ст. до н. е. — 4 ст. н. е., могильник — 2 ст. до н. е. — 2 ст. н. е.

## Загальна характеристика
Площа пам'ятки — 6,6 га, розкопано 2500 м².
Городище складалося з акрополя й передмістя, мало прямолінійне планування. Будинки об'єднувалися в господарські комплекси на зразок садиб з внутрішніми двориками, кам'яними будинками і огорожею (6 комплексів). Городище оточували вали з кам'яними стінами. Матеріальна культура представлена ліпним посудом, гончарною керамікою, прикрасами, знаряддями праці.
На території могильника відкрито 87 поховань пізньоскіфського часу. Також відкрито 11 поховань пізньої бронзової доби. Типи поховань — катакомби, ґрунтові ями, підбійні могили, кам'яні ящики. Переважало тілопокладення на спині. Інвентар — знаряддя праці, зброя, кінське спорядження, кераміка, прикраси, культові речі. За антропологічними даними, серед небіжчиків з поховань, що належать до пізньоскіфського часу, є представники різних етнічних груп — греки, сармати, скіфи й навіть германці.

## Дослідження
За завданням Одеського товариства історії і старожитностей, із заснування якого в 1839 р. власне і починається археологічне вивчення краю, була проведена топографічна зйомка планів стародавніх городищ, руїни яких збереглися ще на берегах Дніпровського лиману та Дніпра (А. П. Чирков). Широкого розмаху набуває вивчення городищ з 1951 р., пов'язане з будівництвом Каховської ГЕС. У першу чергу дослідники розпочали роботи на городищах, які увійшли в зону затоплення (Інститут археології АН УРСР). Систематичні розкопки на поселенні біля села Золота Балка розпочалися в 1951 р. Нікопольсько — Гаврилівською експедицією Інституту археології АН УРСР під керівництвом А. В. Добровольського. 1953—1959 городище досліджувалося М. Вязьмітіною.
Могильник досліджувався К. Бреде, В. Пешановим, Е. Симоновичем, М. Вязьмітіною.

## Передумови виникнення
З появою на нижньому Дніпрі ряду населених пунктів, які довгим ланцюгом простягнулися по обох берегах Дніпра і вступили в жваві зносини з причорноморськими античними містами, починається як би новий період у житті населення нижнього Дніпра.
Однією з основних причин цього був ріст продуктивних сил і значна майнова диференціація в середовищі місцевих племен.
Неабияку роль відіграла і необхідність задоволення зрослої потреби в хлібі, яку відчували в цей час причорноморські міста, що переживали період економічного занепаду, спричиненого навалою сарматських племен, переміщенням торгових шляхів.
Розміщуючись на раніше обжитих місцях родючої долини Дніпра, із зручними шляхами сполучення, поруч з плавнями — стародавнього Гілеєю, — багатими лісом, дичиною, рибою та чудовими пасовищами для худоби, поселення ці виконували подвійну роль. З одного боку, вони були посередниками між степовими та лісостеповими племенами, куди постачали сільськогосподарську продукцію, сприяючи одночасно просуванню виробів міського ремесла в глиб країни.
З другого боку, об'єднавшись у струнку систему фортечних пунктів, ці городища виконували певну стратегічну роль — забезпечували надійну охорону судноплавних шляхів.

## Виникнення
Поселення біля села Золота Балка виникло десь на рубежі III-II ст.. до н. е. в досить неспокійний час, який настав після ослаблення Скіфського царства Атея і для якого характерною була боротьба між наступаючими зі сходу сарматськими племенами та скіфами і активізація на заході кельтських та четських племен.
Історію Золотобалківського поселення можна поділити на два етапи: ранній — II—I ст. до н. е. І пізній — рубіж нашої ери — I—II ст.. н. е.

## Раннє поселення
Будівельні залишки раннього періоду відкриті лише в невеликій кількості, в основному в огородженій частині поселення.

### Будівлі
Тут виявлено дві великого розміру глинобитні споруди: одна на кам'яній основі, друга з кам'яною обладкою основи, очевидно, господарського призначення(можливо, для зберігання товарів), а також дуже зруйновані залишки глинобитних приміщень з вогнищами в кам'яній обкладці.
Зруйновані глинобитні будівлі були знайдені в північній частині.

### Господарство
До того ж періоду належить і своєрідної форми яма виробничого характеру, з великою кількістю залізних шлаків, які свідчать про наявність тут в цей час виплавки заліза. Можливо, виплавкою заліза займалася тут якась частина ремісників — металургів. В цій же ямі знаходилися і керамічні шлаки, що свідчить про існування місцевого гончарського виробництва.

### Зовнішні зносини
Поселення біля села Золота Балка політично було пов'язаного із Скіфським царством.
Воно підтримувало торгові зносини з Ольвією, при посередництві якої приводилися сюди синопські та коські амфори, розписані пергамські кубки та буролакові блюда.
В кінці II ст. та в першій половині I ст.. до н. е., коли Скіфське царство почало втрачати свій вплив і зазнавати поразок у боротьбі з Діофантом, а також під час війн Мітрідата, який ввів гарнізон до Ольвії, намагаючись зміцнити своє становище в Північному Причорномор'ї, можливо, залежність ця ослабла, проте зносини з Ольвією не припинялися. Незважаючи на тривожну обставину, яка складалася в цей час у Південному Причорномор'ї, до Північного Причорномор'я не припиняється великий приплив малоазіатських виробів.
Монети II — I ст. до н. е. Понту, Пафлагонії, а також Аміса, які переважали, поширюються по всьому північному та східному узбережжю Чорного моря, в тому числі на Боспорі, в Херсонесі та Ольвії. Остання продовжує постачати поселення біля села Золота Балка малоазіатською продукцією.
В цей час на поселенні використовуються нові форми ліпного посуду з лощиною поверхнею — гострореберні миски, глеки, плошки, великі корчаги.

### Руйнування
В середині I ст. до н. е ., під час четської навали, яка в основному обрушилася на Ольвію, частково було зруйновані, очевидно, і городища нижнього Дніпра і серед них — поселення біля села Золотої Балки.

## Пізнє поселення
Вже на рубежі нашої ери на поселення біля села Золота Балка відновлюється життя.
Площа поселення частково була знівельована, а матеріал із зруйнованих будинків був використаний для підсипки та укріплення лівого берега Крутої Балки, де утворився великий зольник. Тут головним чином і заходяться матеріали II — I ст. до н. е., що належать до раннього періоду життя населення.

### Планування та будівництво
Частина будинків була перероблена і ввійшла у нові будівельні комплекси.
Південна частина поселення — на південь від Крутої Балки — з півночі та півдня огороджується кам'яними стінами шириною до 1,2 — 2,2 м, які перетворили її у своєрідний акрополь.
У плануванні поселення спостерігається додержання принципів прямолінійного розміщення окремих будівельних комплексів, що йдуть уздовж берегової смуги з півночі на південь двома паралельними рядами і розділені між собою вулицями, які пересікаються. Певна закономірність простежується і в плануванні окремих будівельних комплексів, які можна назвати садибами. Кожний такий комплекс: нагадуючи садиби херсонського клера мініатюрі, складається з ряду двокамерних і багатокамерних споруд, витягнутих уздовж двох або трьох сторін двору, замкненого кам'яною огорожею, до якої іноді ще прибудовувались легкі глинобитні споруди або споруди на кам'яній основі, частково відбудовані на місці зруйнованих будинків.
Своєрідною особливість планування поселення є наявність приміщень з відкритими сіньми типу мегарона, відомого в цей же час і в Неаполі.
До складу будівельних комплексів входили споруди як жилого, так і господарського призначення, різного роду вогнища всередині і зовні приміщень, кам'яні загорожі для зберігання посуду, що іноді служили засіками для зерна або складами для продуктів.
Значно поширеними на поселенні були також господарські ями. Знаходячись всередині приміщень, вони звичайно використовувались як кладові. В приміщенні були виявлені спарені ями. Вони служили очевидно, для коптіння риби. Інші ями призначалися для зберігання зерна.
У прийомах кладки стін та в деяких конструктивних особливостях будівель (кладка з необробленого каменю, кам'яні плити, поставлені на ребро система кам'яних загорож) спостерігається додержання місцевих традицій.
Що ж до самого планування (прямолінійність в розміщенні будівельних комплексів, садибний тип) та застосування досконаліших прийомів кам'яного будівництва (двопанцирна кладка, обтісування та профілювання кам'яних плит), то тут можна вбачати і деяке проникнення на поселення прийомів, характерних для античного міського будівництва причорноморських міст.
В одному будинку спостерігалася кладка в ялинку — найраніший і відомих нам прийомів цього типу кладки в степовому Причорномор'ї.

### Господарство
Економічною основою діяльності населення було землеробство та скотарство.
На поселенні поряд з простими зернотертками, застосовувалися і досконаліші борошномельні знаряддя.
Склад стада характеризується наявністю великої і дрібної рогатої худоби та зменшенням значення коня.
Великий розвиток мав і риболовний промисел.
Очевидно, населення займалося сушінням та коптінням риби.
Другорядне значення мало полювання.
Жителі поселення займалися різними видами ремісництва, яке мало ще домашній характер: гончарством, прядильно — ткацьким виробництвом, чинбарством, косторізною справою.

### Гончарство
Значне місце у виробничій діяльності населення мало виготовлення ліпного посуду.
З виробів місцевого гончарського виробництва відзначимо великі корчагоподібні вузькодонні посудини із залощеною поверхнею та рельєфним або врізним орнаментом з вертикальних ребер, дугоподібних мотивів із спіральними завитками та круглими або загостреними шишечками і виступами; горшки з ручками і шишечками; гостро реберні миски з жовтуватою або буруватою залощеною поверхнею.
При посередництві Олівії до Золотої Балки надходить досить велика кількість світло — та червоно глиняних амфор з двоствольними ручками в яких перевозили вино та олію, а також в червоно глиняних тонкостінних малоазіатських посудин пергамських, менше — самоського виробництва.

### Торгові зносини
Інколи потрапляють сюди і вишуканіші італійські вироби — червоно лакові тонкостінні чаші з формованим фігурними орнаментом.
Крім торгових зв'язків з Ольвієм, населення Золотої Балки в I ст. н. е. підтримувало зносини.
Хоч і менш інтенсивні, з Боспором.
Про це можна судити на підставі знахідок серед імпортних посудин, а також теракотових статуеток у вигляді Ерота на Козлі та хлопчика з гускою.
Останній сюжет був дуже поширений у дрібній пластиці римського часу, він відомий у ряді реплік, виявлених під час розкопок в Пантікапеї.
Торговий обмін між населенням Золотої Балки та причорноморськими містами мав безгрошовий характер.
Внаслідок нової навали сарматських племен, які пересувалися у II ст. до н. е. на захід, поселення припиняє своє існування.